# トム・ローゼンバーグ
トム・ローゼンバーグ（Tom Rosenberg）は、アメリカ合衆国出身の映画プロデューサー。

## 来歴
1994年に映画製作会社レイクショア・エンターテインメントを設立。2004年、クリント・イーストウッド監督の『ミリオンダラー・ベイビー』でアカデミー作品賞を受賞した。

## プロデュース作品
- ザ・コミットメンツ The Commitments (1991)
- プリンセス・カラブー Princess Caraboo (1994)
- ケロッグ博士 The Road to Wellville (1994)
- リアル・ブロンド The Real Blonde (1997)
- 200本のたばこ 200 Cigarettes (1999)
- プリティ・ブライド Runaway Bride (1999)
- ザ・ハリケーン The Hurricane (1999)
- 薔薇の眠り Passion of Mind (2000)
- 2番目に幸せなこと The Next Best Thing (2000)
- オータム・イン・ニューヨーク Autumn in New York (2000)
- ギフト The Gift (2000)
- プロフェシー The Mothman Prophecies (2002)
- 白いカラス The Human Stain (2003)
- アンダーワールド Underworld (2003)
- ミリオンダラー・ベイビー Million Dollar Baby (2004)
- サスペクト・ゼロ Suspect Zero (2004)
- エミリー・ローズ The Exorcism of Emily Rose (2005)
- イーオン・フラックス Æon Flux (2005)
- アンダーワールド: エボリューション Underworld: Evolution (2006)
- レニー・ハーリン コベナント 幻魔降臨 The Covenant (2006)
- アンダーワールド ビギンズ Underworld: Rise of the Lycans (2009)
- アドレナリン:ハイ・ボルテージ Crank: High Voltage (2009)
- リンカーン弁護士 The Lincoln Lawyer (2011)
- ラブ&マネー One for the Money (2012)
- ミッドナイト・ガイズ Stand Up Guys (2012)
- アンダーワールド 覚醒 Underworld： Awakening（2012）
- 恋するブロンド・キャスター Walk of Shame (2014)
- アデライン、100年目の恋 The Age of Adaline (2015)
- バチカン・テープ The Vatican Tapes (2015)
- ザ・ボーイ 〜人形少年の館〜 The Boy (2016)
- アンダーワールド ブラッド・ウォーズ Underworld: Blood Wars (2016)
- アメリカン・バーニング American Pastoral (2016)
- アドリフト 41日間の漂流 Adrift (2018) ※製作総指揮
- A-X-L/アクセル A.X.L. (2018)
- ライリー・ノース 復讐の女神 Peppermint (2018)
- ザ・ボーイ 〜残虐人形遊戯〜 Brahms: The Boy II (2020)